# Hôtel du Lys (Houdan)

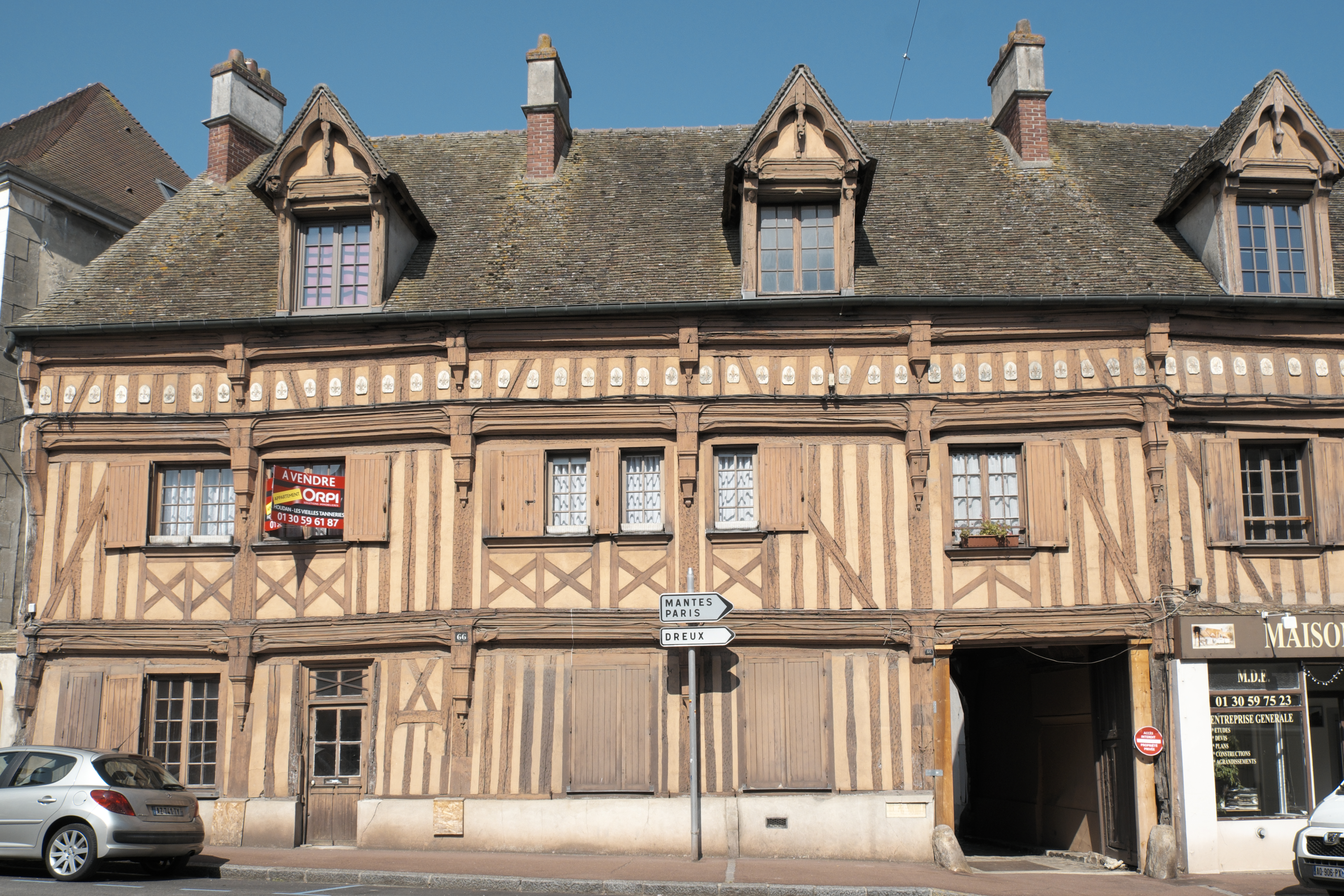
Hôtel du Lys in Houdan

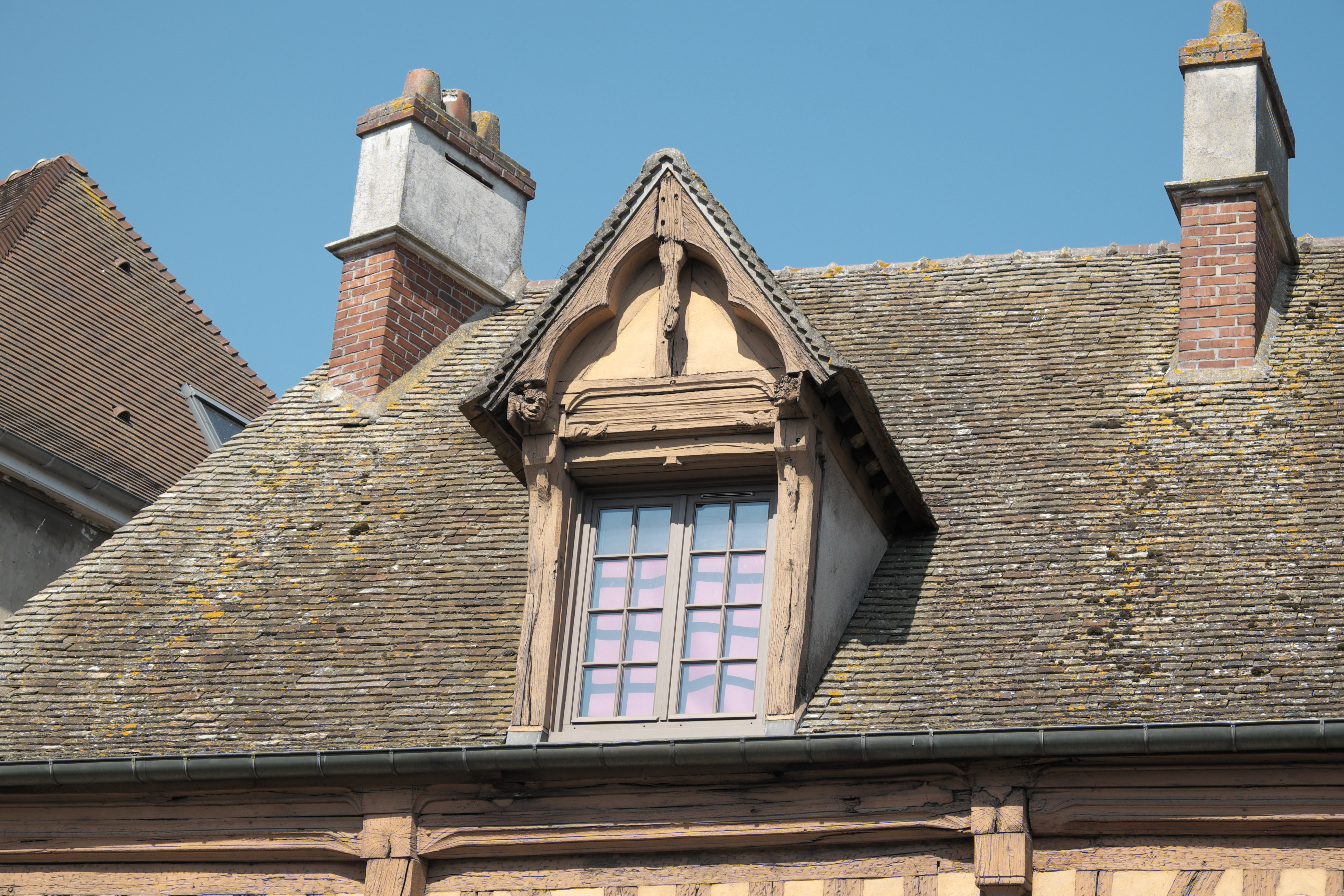
Dachgaube

Das Hôtel du Lys in Houdan, einer französischen Gemeinde im Département Yvelines der Region Île-de-France, wurde Ende des 15. Jahrhunderts errichtet. Das ehemalige Hotel an der Rue de Paris Nr. 64/66 ist seit 1926 als Monument historique geschützt.
Das zweigeschossige Fachwerkhaus mit Satteldach hat Gauben, die ebenfalls mit Satteldächern und schmuckvollem Freigespärre ausgestattet sind. Das Fachwerk ist mit Mannfiguren und Andreaskreuzen verziert. 
An der rechten Seite ist eine Tordurchfahrt, die zu den ehemaligen rückwärtigen Nebengebäuden (Pferdeställe und Scheune) führte.